# SV-Hochhaus
El Süddeutsche Verlag abreviado SV-Hochhaus, también conocido como SV-Zentrale es un rascacielos de Múnich, es la sede de la editorial Süddeutsche. Localizado en la plaza Berg am Laim del distrito Zamdorf, junto a la A94 y la estación del Múnich S-Bahn
El rascacielos ocurrencia del arquitecto Oliver Kuehn fue planeado inicialmente con una altura de 145 metros, pero tuvo que ser reprogramado después de una iniciativa ciudadana con sede en Múnich ("Iniciativa de Múnich") que ha fijado un límite de altura de 99 metros fuera del anillo medio. La torre ha llegado a una altura oficial de 99,95 metros, pero en realidad mide 202,7 metros. El edificio tiene 28 pisos sobre el suelo. En general, el recinto ocupado tiene una superficie construida total de 78.400 m², con 51.200 de ellos en altura y 27.200 m² subterráneos. Dado que la superficie de suelo no cambia por la reprogramación del rascacielos, la edificación fue de hecho mucho menor, pero mayor a los indicados en el proyecto original. En el sótano hay también un aparcamiento subterráneo con 553 plazas de aparcamiento.

## Hechos
La primera piedra fue colocada el 19 de mayo de 2006. En diciembre de 2007, la editorial Süddeutsch vendió el edificio de su sede en Múnich (para traspasarse a este edificio), a la empresa pre-REIT Company Prime Office y la alquiló de nuevo durante 15 años. En noviembre de 2008, la editorial se reubicó en el casco antiguo de Múnich. La editorial concentra en 1.850 puestos de trabajo.